# Ludbreg
Ludbreg (Duits: Lubring)  is een stad in de Kroatische provincie Varaždin. De stad heeft een inwoneraantal van 8668.

## Geboren
- Rudolf Fizir (1891-1960), vliegtuigbouwer
- Mladen Kerstner (1928-1991), schrijver

## Overleden
- Božo Bakota (1950-2015), voetballer